# Flattnitz-Felsenblümchen
Das Flattnitz-Felsenblümchen, auch Fladnitzer Felsenblümchen (Draba fladnizensis) ist eine Pflanzenart aus Gattung der Felsenblümchen (Draba) innerhalb der Familie der Kreuzblütler (Brassicaceae). Sie ist arktisch-alpin verbreitet.

## Beschreibung

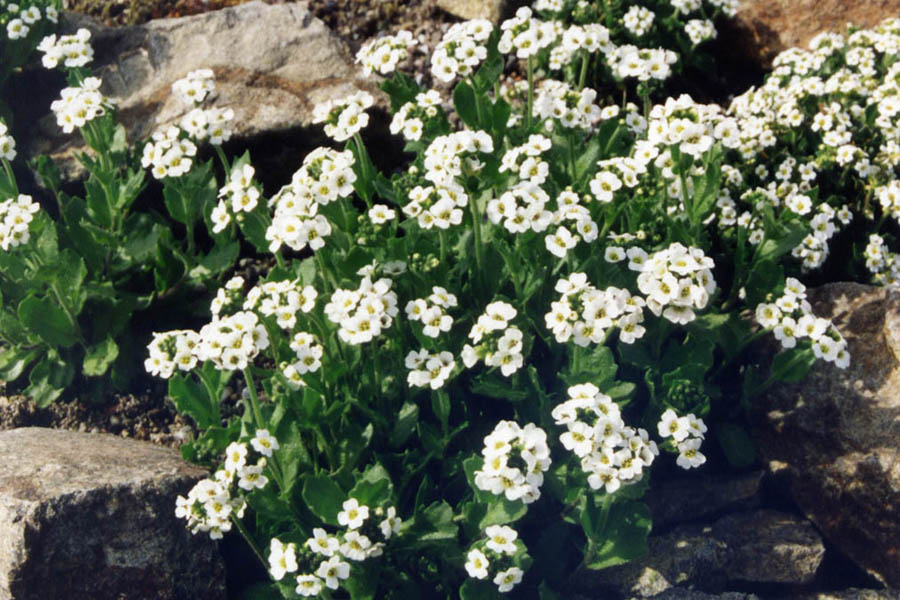
Blühendes Flattnitz-Felsenblümchen

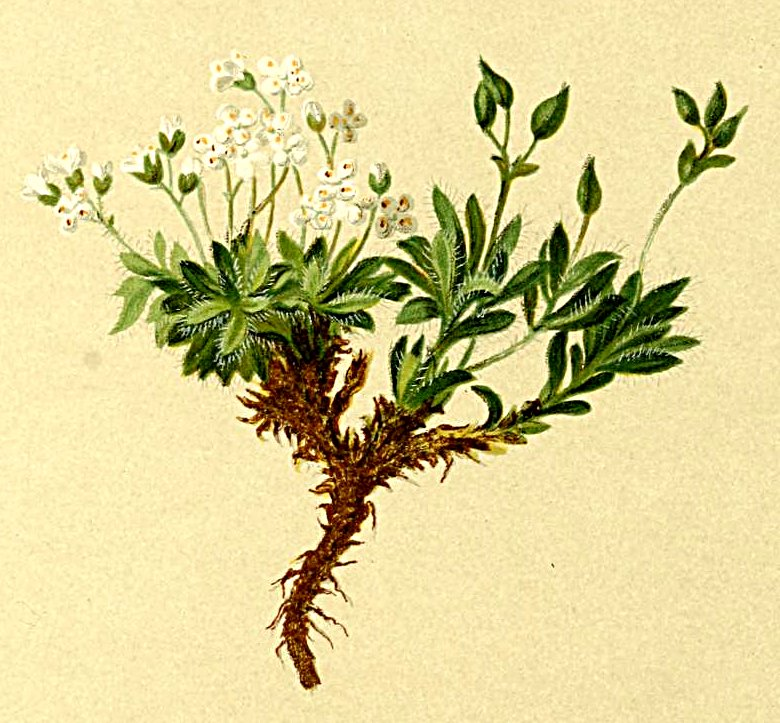
Illustration

### Vegetative Merkmale
Das Flattnitz-Felsenblümchen ist eine ausdauernde, krautige Pflanze und erreicht Wuchshöhen von 2 bis 5 Zentimetern. Die oberirdischen Pflanzenteile sind kahl. Der Stängel ist kahl oder nur am Grund behaart.
Die Laubblätter sind in grundständigen Blattrosetten und höchstens ein oder zwei, selten bis drei wechselständig am Stängel angeordnet. Die Grundblätter sind am Rand und auf der Fläche einfach oder gabelig bewimpert, oder auf der Fläche kahl. Sternhaare fehlen.

### Generative Merkmale
Die Blütezeit reicht von Juni bis August. Der schirmtraubige Blütenstand enthält zwei bis zwölf Blüten. Die Blütenstiele sind 1 bis 2 Millimeter lang.
Die zwittrige Blüte ist vierzählig. Die Kelchblätter sind bei einer Länge von etwa 1,8 Millimetern länglich-eiförmig und weiß hautrandig. 
Die weißen Kronblätter sind  2 bis 3,5 Millimeter lang und kurz genagelt. Die längeren Staubblätter sind 2 Millimeter lang. Die Staubfäden sind am Grund nicht verbreitert.
Der Fruchtstand ist verlängert oder oft traubig. Die Schötchen-Frucht ist 3 bis 7 Millimeter lang und 1,5 bis 2 Millimeter breit. Die Fruchtstiele sind aufrecht abstehend und 2 bis 5 Millimeter lang. Der Griffel ist sehr kurz. Die gold-braunen Samen sind bei einer Länge von etwa 1 Millimetern eiförmig und flach.
Die Chromosomenzahl beträgt 2n = 16.

## Ökologie
Die Bestäubung erfolgt durch Insekten oder Selbstbestäubung.

## Vorkommen
Das Flattnitz-Felsenblümchen ist ein arktisch-alpines Florenelement. In den Alpen kommt es selten in der Steiermark, Kärnten, Salzburg, Tirol, Vorarlberg, Liechtenstein, Südtirol, Bayern und der Schweiz vor. Es wächst in der alpinen Höhenstufe meist in Höhenlagen von 1600 bis 3410 Metern über Silikat- und Kalkgestein in basenreichen Felsspalten und auf Felsgrus, vorwiegend in Gratlagen. Im Allgäu wächst es in Höhenlagen von 1950 bis 2455 Metern. Am Rimpfischhorn bei Zermatt erreicht es eine Höhenlage von 4200 Meter.
Pflanzensoziologisch ist es eine Charakterart des Verbands Drabion hoppeanae.
Die ökologischen Zeigerwerte nach Landolt et al. 2010 sind in der Schweiz: Feuchtezahl F = 2+ (frisch), Lichtzahl L = 4 (hell), Reaktionszahl R = 2 (sauer), Temperaturzahl T = 1 (alpin und nival), Nährstoffzahl N = 1 (sehr nährstoffarm), Kontinentalitätszahl K = 4 (subkontinental).

## Taxonomie
Die Erstveröffentlichung von Draba fladnizensis erfolgte 1779 durch Franz Xaver Freiherr von Wulfen in 779. Misc. Austriac. 1, S. 147. Das Artepitheton bezieht sich auf den Fundort die Flattnitz in Kärnten.